# Thomas Sackville, 1. Earl of Dorset

Thomas Sackville, 1. Earl of Dorset, John de Critz zugeschrieben (1601)

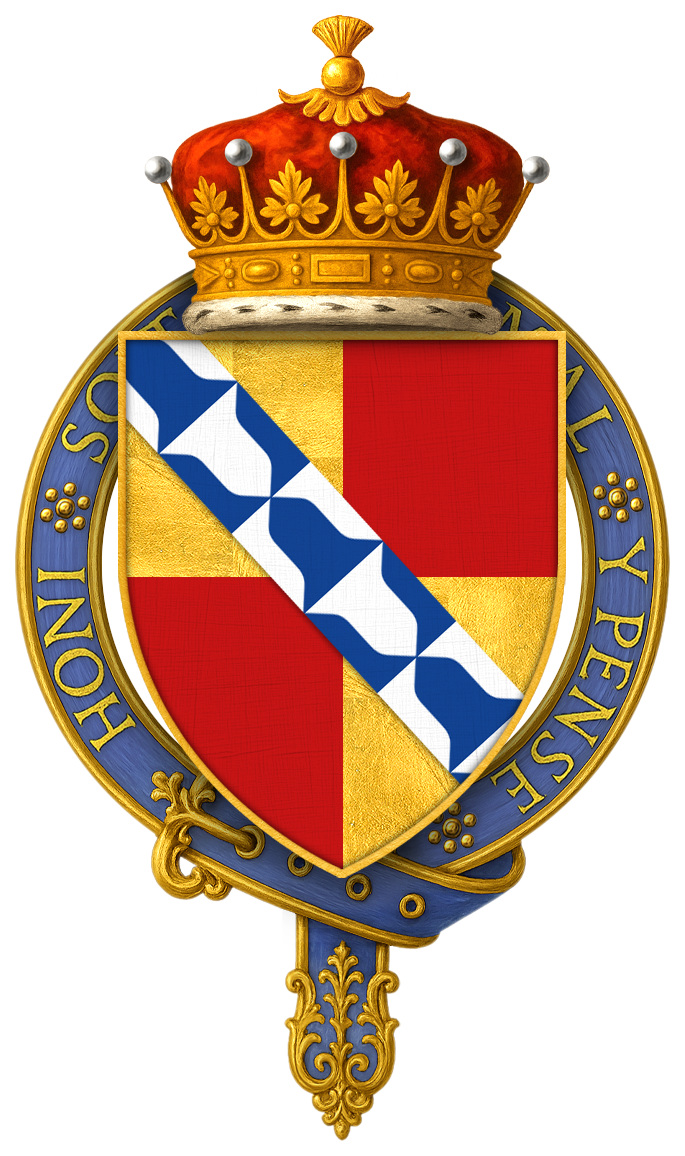
Wappen des Thomas Sackville, 1. Earl of Dorset

Thomas Sackville, 1. Earl of Dorset (* 1536 in Worthing, Sussex; † 19. April 1608 in London) war ein englischer Staatsmann, Dramatiker und Dichter in der Renaissance.

## Leben
Sackville war der Sohn des Unterhausabgeordneten Sir Richard Sackville († 1566) aus dessen Ehe mit Winifred Brydges († 1586), die 1568 in zweiter Ehe John Paulet, 2. Marquess of Winchester, heiratete. Väterlicherseits war er ein Enkel des Unterhausabgeordneten John Sackville und ein Neffe zweiten Grades der in seinem Geburtsjahr hingerichteten Queen Consort Anne Boleyn.
Er wurde an den Universitäten von Oxford und Cambridge ausgebildet, ließ sich 1553 in London nieder und wurde 1555 am Inner Temple als Barrister zugelassen. 1558 wurde er als Abgeordneter für das County Westmorland, 1559 für das Borough East Grinstead und 1563 für das Borough Aylesbury ins Unterhaus des Parlaments gewählt. 1567 wurde er zum Knight Bachelor geschlagen. Unter Königin Elisabeth I. reiste er als englischer Botschafter von 1571 bis 1572 sowie erneut 1591 nach Frankreich und 1586 in die Niederlande. Neben anderen Ämtern besetzte er auch den Posten eines Bevollmächtigten für Staatsprozesse, und er war es, der der schottischen Königin Maria I. Stuart das Todesurteil verkündete. 1599 wurde er Lord High Treasurer. Seine bedeutendsten Werke schrieb er in den 50er Jahren des 16. Jahrhunderts. Die wichtigsten sind davon die Sammlung „A mirror for magistrates“ und die Tragödie „Gorboduc“. Die Tragödie, das früheste englische Drama in Blankversen, wurde zusammen mit Thomas Norton verfasst und 1562 vor der englischen Königin, Elisabeth I., uraufgeführt. Seine Herrenhäuser, Knole House in Kent und Michelham Priory, sind in England sehr bekannt.
Am 8. Juni 1567 war er als Baron Buckhurst, of Buckhurst in the County of Sussex, zum erblichen Peer erhoben und ins Oberhaus des Parlamentes aufgenommen worden. 1589 wurde er als Knight Companion in den Hosenbandorden aufgenommen. Am 13. März 1604 wurde ihm zudem der erbliche Titel Earl of Dorset verliehen.
Seit 1555 war er mit Cecily Baker, Tochter des Sir John Baker, verheiratet. Mit ihr hatte er sechs Kinder. Bei seinem Tod erbte sein ältester überlebender Sohn Robert Sackville seine Adelstitel.